# 易门龙
易門龍（屬名：Yimenosaurus）是板龙科恐龍的一屬，生存於侏儸紀早期。在中國雲南省易門縣發現了數個個體的化石，模式種是楊氏易門龍（Y. youngi），是由白子麒等人在1990年命名。目前已根據幾乎完整的骨骸，重建出易門龍的大致樣貌，化石只缺少部分四肢。